# Vesna
Vesna (c чеш. Весна) — фолк-группа, базирующаяся в Чехии, в настоящее время состоящая из шести участниц. Группа представляла Чехию на конкурсе песни Евровидение 2023 с песней «My Sister's Crown» («Корона моей сестры»).

## История

### Становление и первые синглы (2016)
В 2016 году фронтвумен группы Патриция Фуксова захотела создать полностью женскую группу, которая прославляла бы женственность и славянское сестринство. По словам Фуксовой, хотя считается, что группа играет чешскую народную музыку, она не считала себя играющей в жанре фолк-музыки, заявив, что «я не рассматриваю то, что мы делаем с Vesna, как фольклор, это не народные песни. Для меня это песни, которые работают с этими архетипами». В консерватории имени Ярослава Ежека Фуксова встретилась с возможными будущими участниками группы Барей Шустковой, которая играла на скрипке, Андреа Шульцовой и Танитой Янкововой, которые обе играли на флейте.

### Pátá bohyně(2018)
В 2018 году Шульцова и Янковова обе покинули группу, и их заменили пианистка Олеся Очеповская и барабанщица Маркета Ведралова. В том же году группа выпустит свой первый студийный альбом Pátá bohyně («Пятая богиня»). В интервью чешскому новостному журналу Týden Фуксова заявила, что альбом был вдохновлен как реальными событиями из жизни, с которыми она столкнулась, так и чешскими историями и сказками. Альбом получил награду «Открытие года» на чешской музыкальной премии Ceny Anděl 2018.

### Anima (2020)
Во время пандемии COVID-19 группа начала работу над вторым студийным альбомом Anima. В интервью участница группы Бара Шусткова сообщила, что альбом был представлен мотивами животных, отношениями между мужчинами и женщинами и женским телом.

### Конкурс песни Евровидение 2023
16 января 2023 года группа была объявлена одной из шести участниц ESCZ 2023, чешского национального отбора на конкурс песни Евровидение 2023. Когда 7 февраля 2023 года были обнародованы результаты голосования, группа набрала 10 584 голоса, победив с перевесом в 6 368 голосов, став таким образом представителями Чехии на конкурсе.

## Дискография

### Альбомы
| Название    | Подробно                                                       |
| ----------- | -------------------------------------------------------------- |
| Pátá bohyně | - Выпущен: 20 ноября 2018 - Лейбл: Warner Music Czech Republic |
| Anima       | - Выпущен: 22 мая 2020 - Лейбл: Warner Music Czech Republic    |

### Синглы
| Название                               | Год  | Альбом      |
| -------------------------------------- | ---- | ----------- |
| «Světlonoš» (с Терезой Коваловой)      | 2017 | Pátá bohyně |
| «Kytička»                              | 2018 | Pátá bohyně |
| «Láska z Kateřinic» (с Войтехом Дыком) | 2018 | Pátá bohyně |
| «Bílá laň» (с Верой Мартиновой)        | 2019 | Anima       |
| «Nezapomeň»                            | 2019 | Anima       |
| «Voda»                                 | 2020 | Anima       |
| «Downside»                             | 2020 | Без альбома |
| «Vlčí oči»                             | 2020 | Anima       |
| «Vse stoji (Ne dojamem)»               | 2021 | Без альбома |
| «Pomiluj mě»                           | 2022 | Без альбома |
| «Love Me»                              | 2022 | Без альбома |
| «My Sister's Crown»                    | 2023 | Без альбома |